# Березин, Александр Петрович
Александр Петрович Березин (1723—1799) — санкт-петербургский городской голова, купец 1-й гильдии.

## Биография
Родился 15 (26) ноября 1723 года в  Ярославской губернии, в селе Еремейцево Рыбинского уезда (Ярославский уезд в «Русском биографическом словаре»). Родители его были бедные крестьяне, и сам он с 8 лет был отдан в пастухи, но заработки были так плохи, что часто приходилось просить милостыню. В мальчике рано пробудилась энергия, деловитость и практический ум. Когда ему исполнилось 15 лет, он был отправлен матерью в Санкт-Петербург, где поступил «исполнять всякую домашнюю работу» к какому-то чиновнику, который обучил его грамоте и, умирая, просил знакомых купцов пристроить его верного слугу.
После его смерти Березин побывал на родине и, по возвращении в Петербург, в 1748 году был определён купцом Краснощёковым приказчиком в мучную лавку. Безукоризненная честность помогла ему заслужить полное доверие хозяина, который сделал Березина участником в барышах. В 1752 году вновь побывал на родине, получив отпускное от сельской общины и вернувшись в столицу, приобрёл в ней деревянный дом и пивоварню, которая обогатила его ещё более. Записался в купечество по 2-й гильдии. В 1758 году петербургское купечество выбрало его в должность по соляному торгу. В 1760 году Березин стал купцом 1-й гильдии. Собственным иждивением он выстроил на своей родине две церкви: Никольский собор в селе Мышкине, при его участии получившем статус города, и церковь Вознесения в Круглицах (Охотино), где он когда-то пас стадо и из кустарника якобы слышал пророческий голос, предвещавший ему богатство.
Березин много заботился об общественной пользе, и петербургское купечество выбрало его городским головою. В этом звании он заслужил всеобщее уважение и признательность. Он был также ктитором в церкви Вознесения, которую он отчасти на свои средства и окончил, и получил за это похвальный лист от Санкт-Петербургского митрополита Гавриила. Березин оказал услуги и народному образованию, построив в 1771 году первую в стране народную школу.
Умер 1 (12) ноября 1799 года. Похоронен на Лазаревском кладбище Александро-Невской лавры.
Осталась автобиография, продиктованная им, или составленная от его лица каким-нибудь близким человеком. Извлечения из этой автобиографии были помещены в «Русском архиве».